# Maria-Magdalena-Kapelle (Luckau)

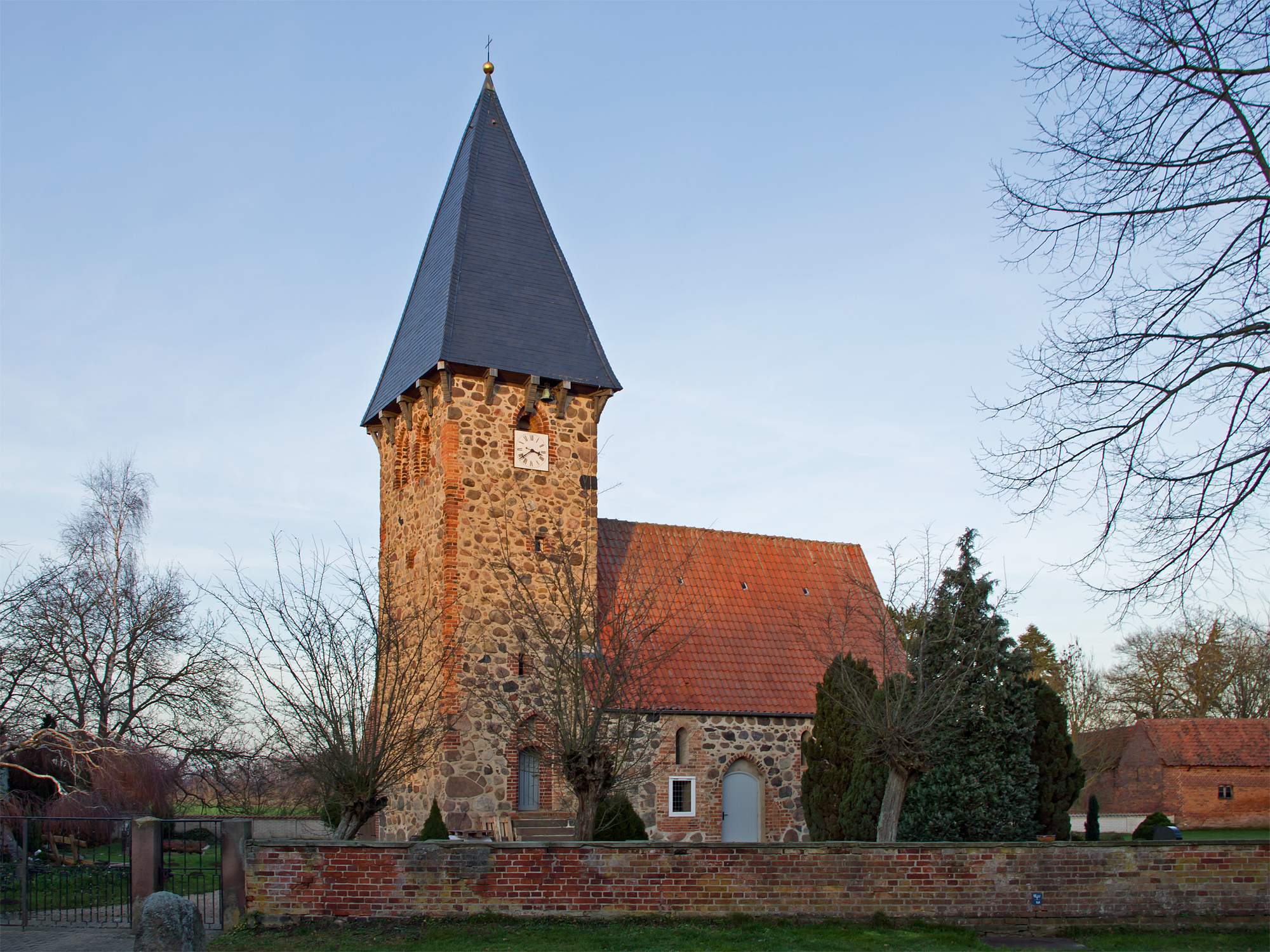
Maria-Magdalena-Kapelle

Die heute evangelisch-lutherische denkmalgeschützte Maria-Magdalena-Kapelle steht in Luckau, einer Gemeinde im Landkreis Lüchow-Dannenberg von Niedersachsen. Die Kapelle gehört zur Kirchengemeinde Clenze-Bülitz des Kirchenkreises Lüchow-Dannenberg im Sprengel Lüneburg der Evangelisch-lutherischen Landeskirche Hannovers.

## Beschreibung
Die rechteckige gotische Feldsteinkirche, die im 13. Jahrhundert errichtet wurde, hat einen schmaleren Kirchturm im Westen, dessen überstehendes schiefergedecktes Pyramidendach von Knaggen gestützt wird. Hinter seinen Klangarkaden befindet sich der Glockenstuhl, in dem eine um 1350 gegossene Kirchenglocke hängt. Das Kirchenschiff ist mit einem Satteldach aus Hohlpfannen bedeckt. Den Giebel im Osten zieren fünf spitzbogige Blenden aus Backsteinen, die der Dachneigung folgen. Die Gebäudeecken sowie die Gewände der Türen und Fenster wurden teilweise mit Backsteinen eingefasst. 
Der Innenraum mit seiner hölzernen, an drei Seiten umlaufenden Empore ist mit einer Holzbalkendecke überspannt. An den Wänden sind frühchristliche Weihekreuze zu sehen. An der Ostwand befindet sich der Schrein eines Altarretabels mit den Figuren von Maria mit Kind und Maria Magdalena. Es sind die Reste eines spätgotischen Triptychons. Die Kanzel hinter dem Altar stammt von 1691.